# Mamurras
Mamurras là một đô thị trong quận Kurbin thuộc hạt Lezhë, Albania. Dân số năm 2005 là 17699 người.